# Chester
Chester je glavno mesto grofije Cheshire v Angliji.
 
Mesto leži ob reki Dee blizu meje z Walesom in ima 77.040 prebivalcev. Chester je mestne pravice pridobil leta 1541.